# Surfside Beach (Carolina del Sur)
Surfside Beach es un pueblo ubicado en el condado de Horry en el estado estadounidense de Carolina del Sur. El pueblo en el año 2000 tiene una población de 4.425 habitantes en una superficie de 5.1 km², con una densidad poblacional de 277.9 personas por km². 

## Geografía
Surfside Beach se encuentra ubicado en las coordenadas . Según la Oficina del Censo, el pueblo tiene un área total de 5,1 km² (2 mi²), de la cual 5 km² (1,9 mi²) es tierra y 0 km² (0 mi²) (1.02%) es agua.

### Localidades adyacentes
El siguiente diagrama muestra a las localidades en un radio de 16 kilómetros (9,9 mi) de Surfside Beach.

## Demografía
En el 2000 la renta per cápita promedia del hogar era de $40.612, y el ingreso promedio para una familia era de $49.847. El ingreso per cápita para la localidad era de $24.445. En 2000 los hombres tenían un ingreso per cápita de $31.864 contra $24.966 para las mujeres. Alrededor del 7.50% de la población estaba bajo el umbral de pobreza nacional. 